# Mühlinghausen
Mühlinghausen war bis 1923 eine selbstständige Landgemeinde im Amt Ennepe. Der Ortsteil Rüggeberg der Stadt Ennepetal im Ennepe-Ruhr-Kreis (Nordrhein-Westfalen) umfasst heute das ehemalige Gemeindegebiet. Auch der heutige Ennepetaler Kernort Milspe gehörte als einfacher Wohnplatz der Gemeinde Mühlinghausen an.

## Lage und Beschreibung
Mühlinghausen lag im Süden von Ennepetal zwischen den Tälern der Heilenbecke und der Ennepe. Im Süden grenzt es auf der Rüggeberger Hochfläche an die ehemalige Landgemeinde Schweflinghausen. Die ehemalige Gemeinde Mühlinghausen wurde nach dem gleichnamigen Hof Mühlinghausen benannt.

## Geschichte
Der Ursprung Mühlinghausens lag in der mittelalterlichen Bauerschaft Mühlinghausen im Gericht Schwelm des märkischen Amts Wetter. Nach der Eroberung durch Napoleon Bonaparte wurde die Grafschaft Mark von dessen Schwager Joachim Murat am 24. April 1806 zusammen mit dem bereits zuvor annektierten linksrheinischen Herzogtum Kleve, dem rechtsrheinischen Herzogtum Berg, den Grafschaften Dortmund und Limburg sowie dem nördlichen Teil des Fürstentums Münster und weiteren Territorien zum Großherzogtum Berg vereint.
Bald nach der Übernahme begann die französische Verwaltung im Großherzogtum neue und moderne Verwaltungsstrukturen nach französischem Vorbild einzuführen. Bis zum 3. August 1806 ersetzte und vereinheitlichte diese Kommunalreform die alten märkischen Ämter und Herrschaften. Sie sah die Schaffung von Départements, Arrondissements, Kantonen und Munizipalitäten (ab Ende 1808 Mairies genannt) vor und brach mit den alten Adelsvorrechten in der Kommunalverwaltung. Am 14. November 1808 war dieser Prozess nach einer Neuordnung der ersten Strukturierung von 1806 abgeschlossen, die alten Bauerschaften blieben dabei häufig erhalten und wurden als Landgemeinden den jeweiligen Mairies oder Kantonen zugeordnet. Die Bauerschaft Mühlinghausen wurde hierbei als Landgemeinde der Mairie Ennepe im Kanton Schwelm des Arrondissement Hagen zugeordnet.
1813 zogen die Franzosen nach der Niederlage in der Völkerschlacht bei Leipzig aus dem Großherzogtum ab und es fiel ab Ende 1813 unter die provisorische Verwaltung durch Preußen im sogenannten Generalgouvernement zwischen Weser und Rhein, die es 1815 durch die Beschlüsse des Wiener Kongreß endgültig zugesprochen bekamen. Mit Bildung der preußischen Provinz Westfalen 1815 wurden die vorhandenen Verwaltungsstrukturen im Großen und Ganzen zunächst beibehalten und unter Beibehaltung der französischen Grenzziehungen in preußische Landkreise, Bürgermeistereien und Gemeinden umgewandelt. Mühlinghausen wurde nun zu einer Landgemeinde in der Bürgermeisterei Ennepe des Landkreises Hagen.
1839 war Mühlinghausen in die zwei Schulbezirke Berninghausen (mittlerer Teil) und Rüggeberg (südlicher Teil) aufgeteilt. Hinzu kamen noch einzelne Orte in den benachbarten Schulbezirken Büttenberg und Voerder. Zu den Orten und Wohnplätzen Mühlinghausens zählten zu dieser Zeit (originale Schreibweise):
- Schulbezirk Berninghausen: Berninghausen, am Bickshäuschen, Deerthe, Essemke (Esenbeke), an der Fuhr, Gerteberg, Hallbachshäuschen, auf der Heide, im Höltchen, auf`m Homberg, Nieder-Hülsenbecke, am Knappsack, auf den Holte, zu Neuenhaus, im Oertchen, am trögen Pankauke, am Puchebühl, an der Schnüffel, am Werde und Wischebrei
- Schulbezirk Rüggeberg: Ahlhausen, Brandshause, am Berghäuschen, Brackelsberg, Dorn, Dorsmecke (Dosenbecke), Eicken, Hiöver, Friedenshöh, Ober-Hülsenbecke, am Hutknapp, Mühlinghausen, Rodeland, auf der Straße und Willeringhausen
- Zu den Schulbezirken Büttenberg und Voerde: in der Milspe, Kohlstadtshammer und in der Oehde.

1818 lebten zusammen 580 Einwohner in der Gemeinde Mühlinghausen. Laut der Ortschafts- und Entfernungs-Tabelle des Regierungs-Bezirks Arnsberg besaß die Gemeinde 1838 eine Einwohnerzahl von gesamt 1.153, die sich in 25 katholische und 1.128 evangelische Gemeindemitglieder aufteilte. Die Wohnplätze der Bürgermeisterei umfassten zusammen zwei Schulen, 106 Wohnhäuser, 29 Fabriken und Mühlen und 54 landwirtschaftliche Gebäude.
Mit Inkrafttreten der preußischen Landgemeindeordnung für die Provinz Westfalen wurde 1843 die übergeordnete Bürgermeisterei Ennepe in das Amt Ennepe umgewandelt, Mühlinghausen verblieb dabei im Gemeindeverband. Am 1. April 1887 wurde der Kreis Schwelm aus dem westlichen Teil des Landkreises Hagen neu gegründet. Das Amt Ennepe mit Mühlinghausen gehörte nun dem neuen Kreis an.
Das Gemeindelexikon für die Provinz Westfalen von 1887 gibt für die Gemeinde Mühlinghausen eine Einwohnerzahl von 2.039 an (1.959 evangelischen, 50 katholischen und 30 sonstig christlichen Glaubens), die in 41 Wohnplätzen mit zusammen 196 Wohnhäusern und 391 Haushaltungen lebten. Die Fläche der Gemeinde (851 ha) unterteilte sich in 302 ha Ackerland, 73 ha Wiesen und 413 ha Wald.
Zusätzlich zu den oben genannten werde folgende Wohnplätze aufgeführt: Alteschemm, Löherhof, Neuenho, Walkmühle, Wassermaus, Wittenstein, Beuke, Galgen, Hardt, Hasenackerhammer, Heilenbecke, Hilgershäuschen, Hülsenbecke, Kolk und Lahmenhäuschen. In der Ausgabe für 1895 kamen Altenkeller, Burg, Brinkerhof, Grünenschlag, Petersburg, Rottenberg, Schweizerburg, Silbersiepen, Uhlenbart, Wiesental, Wilhelmshöh, Windecke, Kleine Hülsenbecke und Linde hinzu.  In der Ausgabe für 1905 wird erstmals Morgensonne genannt.
Am 1. April 1923 wurde die Gemeinde Mühlinghausen aufgelöst und zusammen mit den ebenfalls aufgelösten Gemeinden Oelkinghausen und Schweflinghausen zur Gemeinde Milspe zusammengeschlossen. Das übergeordnete Amt Ennepe wurde zugleich in das Amt Milspe umbenannt, das nun nur aus der Gemeinde Milspe bestand. Am 1. Juni 1937 wurden die Gemeinden Milspe und Voerde zum Amt Milspe-Vörde zusammengeschlossen, das wiederum am 1. April 1949 in die Stadt Ennepetal umgewandelt wurde.